# Skin Deep
 Skin Deep és una pel·lícula estatunidenca escrita i posada en escena el 1989 per Blake Edwards.

## Argument
Aquesta pel·lícula parla de la vida amorosa de Zachary Hutton anomenat "Zach" (John Ritter), un brillant autor d'èxit les principals febleses del qual són l'alcohol i les dones.
L'escena més memorable de la pel·lícula és una persecució entre Zach i un marit a punt de convertir-se en cornut: aquesta escena és completament a les fosques, estant els dos homes vestits amb un preservatiu fosforescent i perseguint-se.

## Repartiment
- John Ritter: Zachary anomenat 'Zach' Hutton
- Vincent Gardenia: Barney el cambrer
- Alyson Reed: Alexandra anomenat 'Alex' Hutton
- Joel Brooks: Jake Fedderman
- Julianne Phillips: Molly
- Chelsea Field: Amy McKenna
- Peter Donat: Leon anomenat 'Sparky' Sparks
- Don Gordon: Curt Ames
- Nina Foch: Marge, la mare d'Alex
- Denise Crosby: Angela anomenada 'Angie' Smith
- Michael Kidd: Dr. Westford
- Dee Dee Rescher: Bernice Fedderman
- Bryan Genesse: Rick Curry
- Bo Foxworth: Greg
- Raye Hollitt: Lonnie Jones